# ベヒンゲン・アン・デア・ブレンツ
ベヒンゲン・アン・デア・ブレンツ（ドイツ語: Bächingen an der Brenz、公式表記は Bächingen a.d.Brenz）は、ドイツ連邦共和国バイエルン州シュヴァーベン行政管区のディリンゲン・アン・デア・ドナウ郡に属す町村（以下、本稿では便宜上「町」と記載する）である。この町はグンデルフィンゲン・アン・デア・ドナウ行政共同体に属している。

## 地理

### 位置
ベヒンゲンは、シュヴェービシェ・アルプ辺縁部のドナウリートに位置している。町の北をブレンツ川が流れ、南からシュヴェービシェ・ドナウモース（苔湿地）が始まっている。ゲヒンゲンの西の町境は、ディリンゲン・アン・デア・ドナウ郡の郡境であると同時にバーデン＝ヴュルテンベルク州との州境でもある。この町にはゲヒンゲン地区以外にゲマインデタイル（村落、集落、開墾地などの小地区）がない。

### 隣接する市町村
ベヒンゲンは、北はメトリンゲン、東と南はグンデルフィンゲン・アン・デア・ドナウ（ともにバイエルン州ディリンゲン・アン・デア・ドナウ郡）、西はゾントハイム・アン・デア・ブレンツ（バーデン＝ヴュルテンベルク州ハイデンハイム郡）と境を接している。

## 歴史
この町の起源は、5世紀から7世紀にアレマン人によって Bechenheim という名で建設されたと考えられている。この地名は、おそらく「Bachoの家」を意味するアレマン語起源であるとされる。最初の文献記録は、1269年/1271年にまで遡るが、この時点ですでに「an der Blenz（ブレンツ川沿いの）」の語がつけられていた。Bächingen という名称は19世紀に元の名前から置き換えられた。
この町の最初の領主として、15世紀にリートハイム家が記録されており、そこからヴェスターナハ騎士家の手に移った。ベルンハルト・フォン・ヴェスターナハが1531年に水城を築いた。その息子のアイテルハンス（1576年没）は、ベヒンゲンをプファルツ＝ノイブルク侯領から分離させて自由帝国騎士領とし、1576年に宗教改革を行った。
1594年に領主権はシュタイン男爵家に移った。シュタイン男爵家は後に近隣の自由帝国騎士領ニーダーシュトッツィンゲンも手に入れ、1790年までベヒンゲンを統治した。その庇護の下、15世紀初めに建設された聖ニコラウス教会に対して大規模な増改築が行われた。
ベヒンゲンは、三十年戦争の戦禍を免れることはできなかった。特にバイエルン軍によって、近隣の集落と同様に1620年に大きな被害を受けた。ベヒンゲンが帝国直轄地であることや、ベヒンゲンにフランスをモデルにした小さな宮廷を構えて最高権力者との結びつきを培っていたシュタイン男爵家の人気によって、この戦争の末期には近隣の村落の住民たちにとってベヒンゲンが避難場所となっていった。終戦後には、移民（ベヒンゲンの場合は主にヴェンド人）が戦争で失われた人口を補った。
1790年にヴュルテンベルク女公爵フランツィスカ（フランツィスカ・フォン・ホーエンハイムの名で知られる）がベヒンゲンを私領として購入した。女公の祖母は、ベヒンゲンで育ったゾフィア・シャルロッタ・フォン・フォーエンシュタイン（生まれはシュタイン家）であった。
陪臣化に伴い、ベヒンゲンは1806年に新たに建国されたバイエルン王国に組み込まれ、独立を失った。
女公爵の死後、1811年にその唯一の相続人であるベーネン男爵カール・ルートヴィヒ・アクセルがベヒンゲンを相続し、領主家産裁判所を置いた。彼は1821年にこの町をアウクスブルクの裕福な銀行家で、爵位を受けたばかりのジュスキント男爵ヨハン・ゴットリープに売却した。その子孫にあたるジュスキント＝シュヴェンディ男爵アルブレヒトと、妻でフリードリヒ・クリスティアン・ツー・シャウムブルク＝リッペの娘であるクリスティーネが現在（2024年）も城を所有している。
この町は、第二次世界大戦でほとんど攻撃を受けずにいたのだが、1945年4月24日にその激しさを思い知らされた。アメリカ軍の低空空襲により数人が死亡し、家屋の 1/3 が焼失した。

## 住民

### 人口推移
1988年から2018年までの間にこの町の人口は1,088人から1,332年まで244人、約 22.4 % 増加した。

### 宗教
メトリンゲンのプロテスタント信者を含むベヒンゲン福音主義教会は、2011年現在約1000人の信者を擁する。ベヒンゲンのカトリック信者はメトリンゲン教区に含まれる。

## 行政

### 議会
ベヒンゲン・アン・デア・ブレンツの町議会は、12議席からなる。この他に投票権を有する議長として町長が参加する。

### 首長
この町の第1町長は、2020年5月15日の選挙で 79.4 % の支持票を獲得して選出されたジークムント・メックである。前任者はローラント・グランデルで、2002年5月から2020年4月まで町長を務めた。

### 紋章
図柄: 中央より下寄りの緑の波帯で銀地と金地に上下二分割。上部は波帯から突き出す形の、金の冠を被った黒いオオカミ。下部は黒いヴォルフスアンゲル。
解説: この紋章は、この町の歴史において重要な領主家2家を示唆している。オオカミは、16世紀にベヒンゲンを治めたヴェスターナハ家の紋章から採られた。その所領は、婚姻により1594年にシュタイン家に移り、約200年間その状態が続いた。町の紋章のヴォルフスアンゲルは、このシュヴァーベン貴族の紋章に由来する。波帯はブレンツ川沿いにあり、町名にもその名が含まれる町の地理を象徴している。
この紋章は、1970年に認可された。

## 文化と見どころ

### 博物館
- モーゼウム - シュヴェービシェス・ドナウタールのフォーラム[7]: イベントやシュヴァーベンのドナウ地域に関する常設展示が行われている自然志向の情報・コミュニケーションセンター。 Mooseum は、Moos（=苔）と Museum（=博物館）との造語である。

### アーカイブ
- ベヒンゲン＝ニーダーシュトッツィンゲン・シュタイン男爵アルヒーフ: 1360年からの文書や史料、女公爵フランツィスカ・フォン・ヴュルテンベルクの全遺品を含むアーカイブで、アウクスブルク州立文書館に移管されるまではベヒンゲン城に保管されていた。

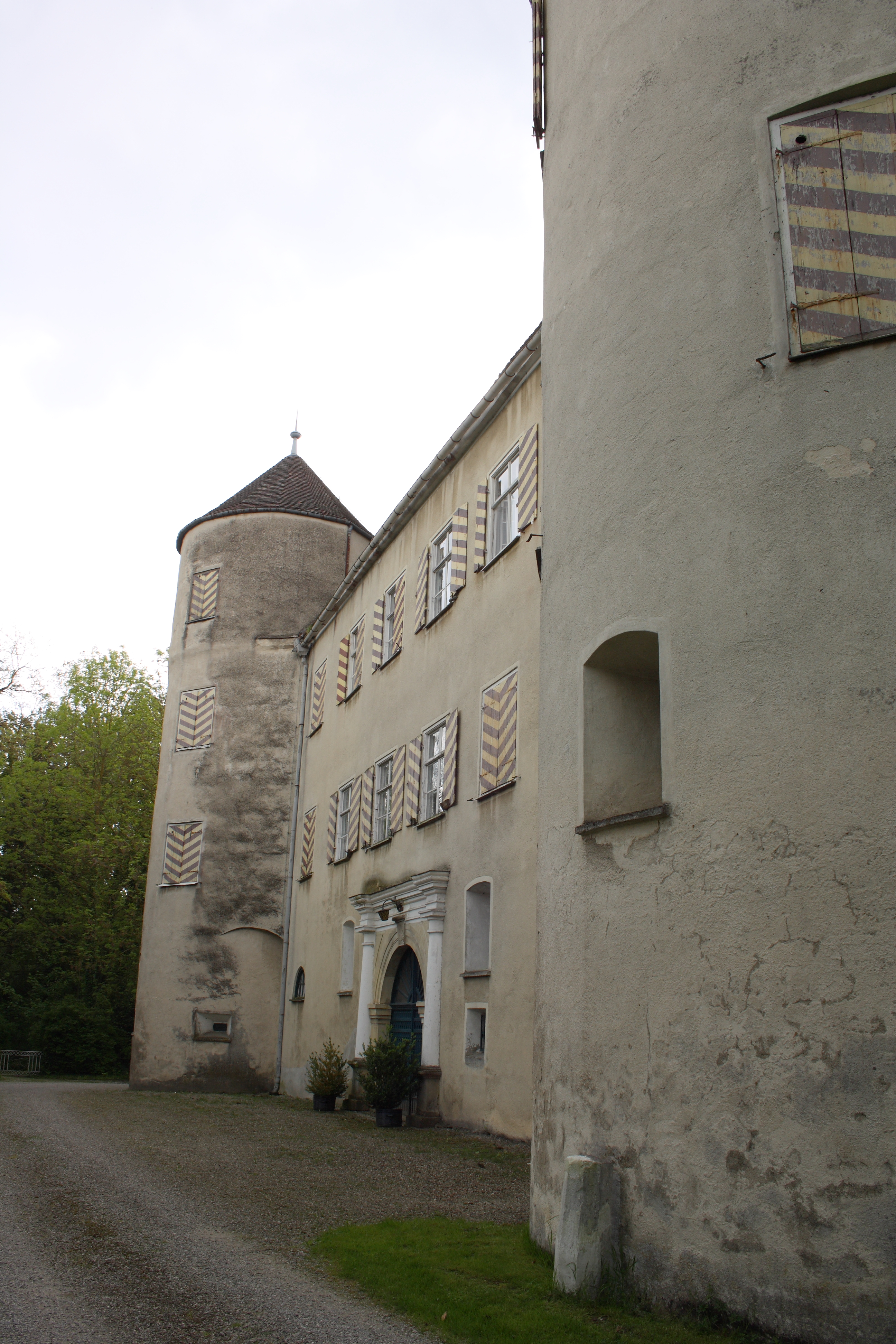
ベヒンゲン城

### 建築
- ベヒンゲン城: 彫刻家ロイ・ヘリングの建築銘文が遺る。フランツィスカ・フォン・ヴュルテンベルクの膨大な蔵書は、1972年から次々に売却されてしまった。
- 福音主義聖ニコラウス教会（ニコライ教会）: ヴェスターナハ家の墓碑を有する。
- ジュスキント家およびジュスキント＝シュヴェンディ家の廟所

### 音楽
- 合唱協会 1898 ベヒンゲン e.V.（この町の最も古いクラブである）
- 音楽協会「アイントラハト」ベヒンゲン（1950年設立）

### 自然
ベヒンゲンの南部に、保護指定された動植物が生息するシュヴェービシェ・ドナウモース（苔湿地）の一部がある。
ベヒンゲンは、コウノトリの棲息地として知られており、1989年からベヒンゲン城の煙突に巣を作っている。これは、長らくディリンゲン・アン・デア・ドナウ郡で唯一のコウノトリのつがいであったが、1990年代末にもう1組のつがいがヘーヒシュテット・アン・デア・ドナウに営巣した。ベヒンゲンのコウノトリは、1997年に南に移動せずベヒンゲンで越冬したことでをブレンツタールが少し有名になることに貢献した。現在では毎年ベヒンゲンで越冬している。
城の裏にあたる北側に自然文化財がある。ここには城へ続くかつての並木道の一部が遺っている。

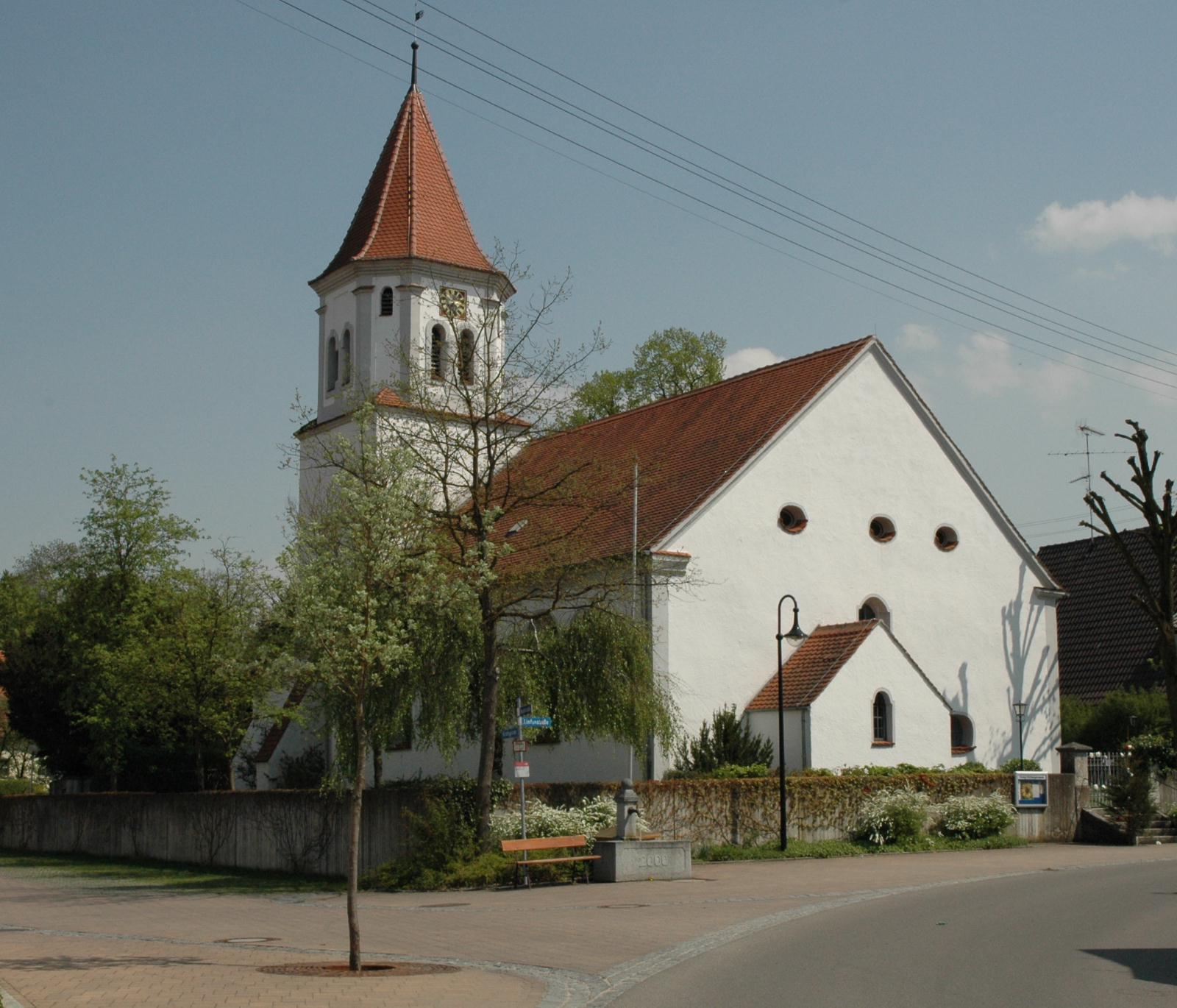
福音主義ニコラウス教会
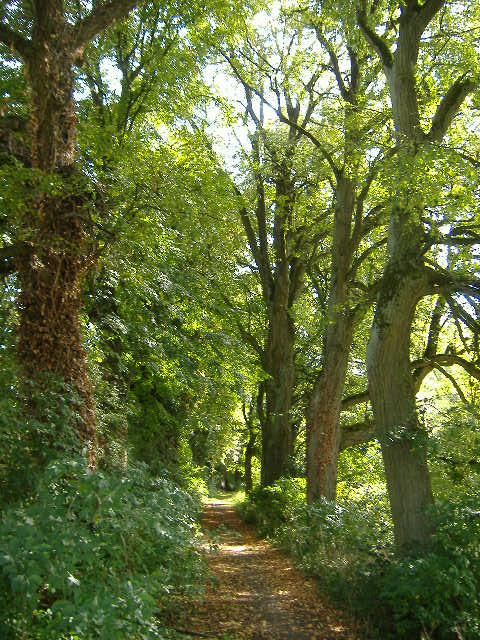
城館へ続く並木道

## 経済と社会資本

### 交通
ベヒンゲンは、アウトバーンのウルム/エルヒンゲン・ジャンクション (A8/A7) の近くに位置している。両アウトバーンへはいずれも約15分で到達できる。連邦道 B16号線の最寄りのインターチェンジは、車で5分の距離にある。

### 教育
ベヒンゲン＝メトリンゲン基礎課程学校連盟の本部がこの町にある。